# Palenque (Filipinas)
El Palenque (en tagalo: Palengke) es un tipo de mercado común público en toda Filipinas.
Un «palengke» se compone generalmente de varias decenas de puestos de venta dispuestos en filas bajo un techo común. La administración por lo general la realiza las unidades gubernamentales locales cuya jurisdicción abarca la ubicación física de los mercados. Ciertas partes de la legislación, sin embargo, como el Código de Cooperativas (RA 7160) y la Ley de Modernización de la Agricultura y de la Pesca (RA 8435) han establecido que la gestión de los mercados se realice a través de las cooperativas. Hay poco control sobre el día y la gestión cotidiana de compartimentos individuales, incluidos los precios de productos básicos. Esto ha dado lugar a lo que se ha llamado "la mecánica palengke". Un ejemplo citado sería el precio del pollo durante la estación local de 2007, la falta de demanda del producto dio como resultado que los precios subieran en vez de bajar. Se dijo que este fue el resultado de que los minoristas locales aumentaron los precios para recuperar las pérdidas financieras de la baja demanda. El gobierno de Filipinas mantiene un cierto control sobre el precio de algunos productos que se venden en palengkes, especialmente los alimentos de gran consumo, como el arroz. La Autoridad Nacional de Alimentos llama a esta campaña de regulación (en particular para el arroz), palengke Watch. 
La palabra palengke es una variante local de la palabra española palenque, que también se utiliza para describir un camino o un conjunto de tablas creado en algún lugar de reunión, tales como teatro, torneo o de mercado, y es desde este último sentido que palengke probablemente se deriva en su uso en el contexto filipino. En las antiguas colonias españolas de la Nueva España en América también se le describía como un lugar de reunión de los indios.